# Römisches Britannien

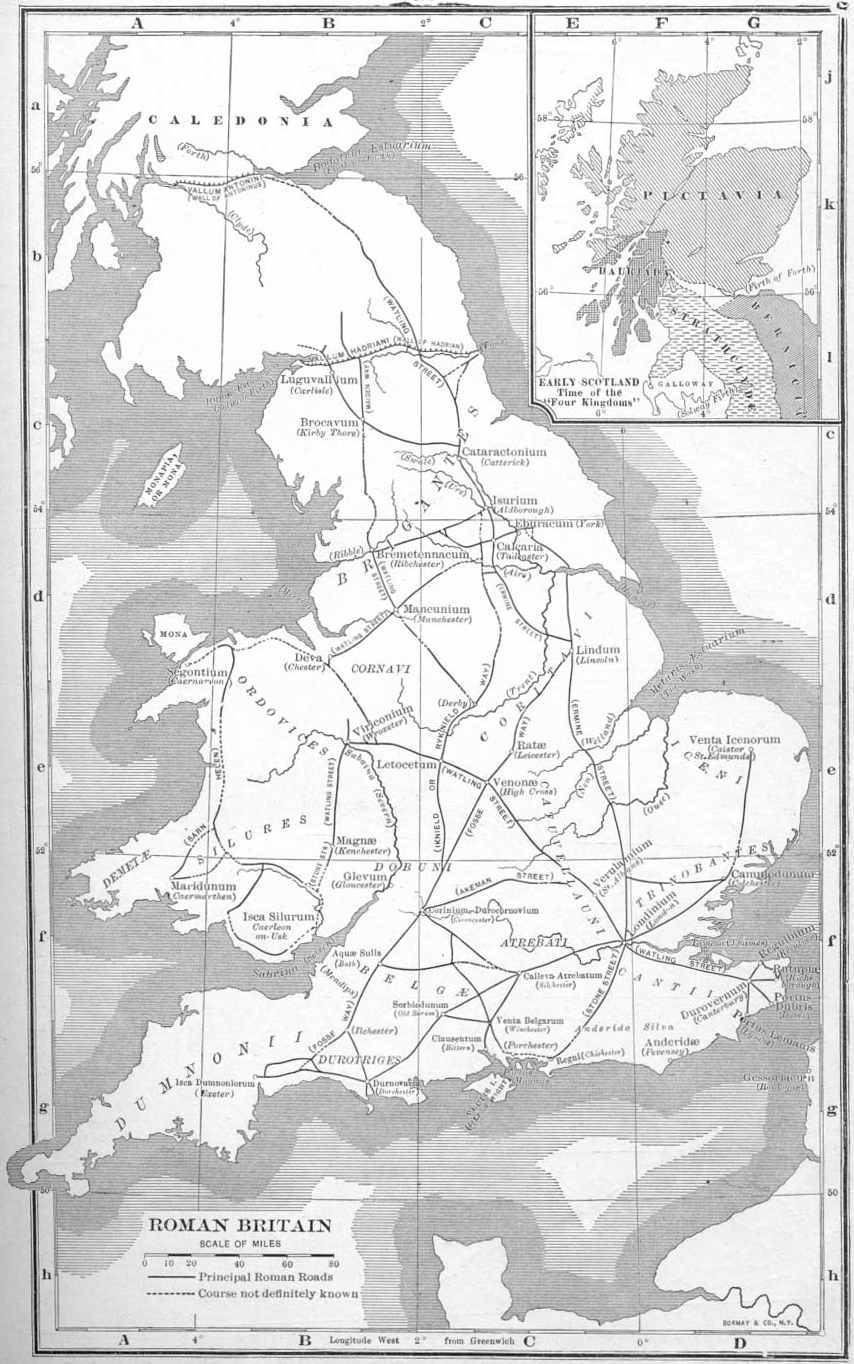
Straßen, Städte und Befestigungen der Römer in Großbritannien, Karte von 1910

Die Insel Britannien, heute als Großbritannien bezeichnet, stand von 43 bis etwa 440 n. Chr. zu Teilen unter römischer Herrschaft. Diese erstreckte sich auf die heutigen Landesteile England bis zum Hadrianswall sowie Wales.
Dieser Artikel widmet sich vorwiegend den römisch beherrschten Gebieten der britischen Insel. Zur Geschichte der nördlichen, nicht durch das Römische Reich kontrollierten Areale siehe die Artikel zur Geschichte Schottlands und den Pikten.

## Geschichte

### Vorrömisches Britannien
Als die Römer nach Britannien kamen, wurde dieses zu großen Teilen von Stämmen bewohnt, die enge Verbindungen mit Gallien unterhielten, jedoch von den antiken Autoren anders als die Bewohner des Festlandes nicht als Keltoi/Celtae bezeichnet wurden. Aufgrund fehlender archäologischer Hinweise wird eine keltische Einwanderung vom Festland zunehmend in Zweifel gezogen. Wie es zur Verbreitung keltischer Sprachen in Britannien kam, ist unklar. Bereits vor ihnen hatte es in Britannien Megalithkulturen gegeben, die unter anderem imposante Steinmonumente errichteten, wie zum Beispiel in Wiltshire. Über die Zeit des vorrömischen Britanniens ist ansonsten nur wenig bekannt. Gaius Iulius Caesar berichtet in De bello Gallico, dass vor seinen eigenen (mehr oder weniger gescheiterten) Feldzügen nach Britannien angeblich nur einige Kaufleute die Überfahrt von Gallien nach Britannien über den Ärmelkanal wagten.

### Feldzüge Caesars 55/54 v. Chr.
Während Caesars Eroberung Galliens (Gallischer Krieg) war offensichtlich geworden, dass die Gallier im Kampf gegen die Römer auch Unterstützung von verwandten Stämmen aus Britannien erhielten. Ob der römische Feldherr darüber hinaus noch weitere Beweggründe dafür hatte, den Krieg in Britannien zu beginnen, ist unklar. So wurde vermutet, dass diese Verlängerung der Kampfhandlungen seinem innenpolitischen Machterhalt dienen sollte. Um sich zuverlässige Informationen über die politischen Verhältnisse auf der Insel zu beschaffen, sandte er im Jahr 55 v. Chr. den Offizier Gaius Volusenus mit einem Kriegsschiff voraus, um damit die britische Kanalküste zu erkunden. Caesar selbst stellte in der Zwischenzeit eine Invasionsflotte zusammen. Daraufhin wurden britische Gesandte bei ihm vorstellig, die versprachen, Geiseln zu stellen und die Römer zu unterstützen. Er empfing sie wohlwollend und sandte sie mit dem Atrebaten Commius, von dem er annahm, dass dieser einen gewissen Einfluss bei den Briten hatte, wieder zurück.
Wenig später stach Caesar mit zwei Legionen in See. Das Flottengeschwader bestand aus rund 80 Truppentransportern, 18 Transportschiffen für die Kavallerie und einigen Kriegsschiffen. Der Großteil der Flotte überquerte problemlos den Ärmelkanal, konnte aber zunächst nicht anlanden, da britische Krieger von den Hügeln an der Küste aus die Strände blockierten. Daraufhin segelte sie einige Meilen weiter, um einen besseren Landeplatz zu finden. Die Schiffe mit der Kavallerie an Bord mussten dagegen wegen eines Sturms in die gallischen Häfen zurückkehren. Die Briten unter der Führung von Cassivellaunus folgten mit ihren Reitern und Streitwagen der Flotte entlang der Küste und griffen die Römer noch während der Landung an. Trotz der zunächst prekären Situation gelang es den Legionären schließlich, die Briten unter anderem mit Hilfe von Brandgeschossen von der Küste zu vertreiben. Danach richteten sie ein Feldlager ein. Caesar empfing erneut Gesandte, von denen er die Überstellung von Geiseln forderte. Bald traf auch Commius ein, der nach seiner Ankunft in Britannien sofort gefangen genommen worden war.
Währenddessen wurden jedoch die Schiffe der Römer durch überraschende Springtiden stark beschädigt, sodass sich die Rückfahrt nach Gallien verzögerte. Deshalb überraschten britische Reiter einige Legionäre bei dem Versuch, sich in der Nähe des Lagers Nahrungsmittel zu beschaffen. Die Soldaten konnten jedoch bald von römischen Kräften ersetzt werden. Nach einigen Tagen Kampfpause (aufgrund eines Sturms) erhielten die Briten Verstärkung und sammelten sich erneut, wurden aber beim Angriff auf die gut gedrillten Römer ein weiteres Mal zurückgeschlagen und erlitten große Verluste. Erneut schickten die Briten Parlamentäre zu Caesar. Dieser verdoppelte die Zahl der geforderten Geiseln, worauf aber nur zwei Stämme eingingen. Kurz vor der Tagundnachtgleiche schiffte sich Caesars Armee wieder ein und kehrte nach Gallien zurück.
Im Jahr 54 v. Chr. kehrte Caesar mit einer größeren Armee nach Britannien zurück. Diese Kampagne war erfolgreicher als der vorangegangene Feldzug, aber eher als Bestrafung und nicht als Eroberungsfeldzug gedacht. Mit Ende des Sommers zog sich die Armee, nach Zahlung von Tributen und der Stellung von Geiseln, wieder auf den Kontinent zurück – zumal Caesar sich jetzt auf den sich abzeichnenden Konflikt innerhalb des Ersten Triumvirats konzentrieren und zuvor auch die endgültige Eroberung und Unterwerfung Galliens abgeschlossen werden musste.
Die Invasion der britischen Insel durch die Römer wurde damit um fast ein Jahrhundert aufgeschoben. In Tacitus’ Werk Agricola werden die Feldzüge Caesars in Britannien zum Teil scharf kritisiert.

### Eroberung Britanniens 43 n. Chr.

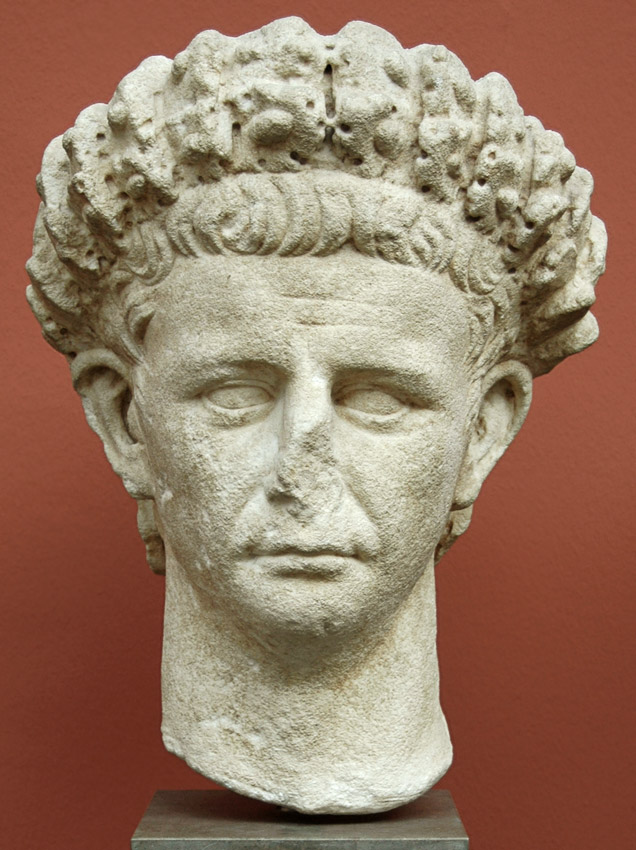
Tiberius Claudius Caesar Augustus Germanicus

Bereits Caesars Erbe Augustus, der Begründer des Prinzipats, soll eine Invasion Britanniens geplant haben. Einer seiner Nachfolger, Caligula (37 bis 41 n. Chr.), zog Truppen am Kanal zusammen, brach die Operation aber ab und ließ einen Leuchtturm errichten, um später das Übersetzen römischer Truppen zu erleichtern. Die Eroberung Britanniens wurde schließlich im Jahr 43 unter Caligulas Onkel und Nachfolger Claudius in Gang gesetzt. Claudius besaß nur geringes Ansehen bei den Truppen und musste sich daher dringend mit militärischen Lorbeeren schmücken, um seine Herrschaft dauerhaft abzusichern. Es bot sich daher an, das lang geplante Projekt der Eroberung Britanniens wieder aufzunehmen. Den Anlass hierfür stellte der Hilferuf des britischen Anführers Verica dar, der ein Freund der Römer war, sich von anderen Fürsten bedrängt fühlte und daher persönlich in Rom erschienen war. Unter dem Vorwand, diesem Verbündeten helfen zu müssen, beschloss Claudius die Invasion.
Mit der Organisation und Durchführung wurde Aulus Plautius beauftragt. Dafür wurden einige Legionen aus anderen Teilen des Reiches abgezogen, nämlich die Legio II Augusta (unter dem Befehl des späteren Kaisers Vespasian), die Legio VIIII Hispana, die Legio XX Valeria Victrix und möglicherweise (aber nicht sicher) auch die Legio XIIII Gemina. Hinzu könnten Teile anderer Legionen (Vexillationen) gekommen sein. Die Streitmacht des Aulus Plautius umfasste somit ca. 20.000 Legionäre, dazu vermutlich die gleiche Anzahl von Hilfstruppen.
Als Landungspunkt der Invasoren galt lange ausschließlich das Kastell Rutupiae (Richborough) im heutigen Kent im Südosten Englands; einige Archäologen haben dies jedoch in Frage gestellt und nehmen an, dass ein Teil der römischen Streitkräfte auch noch an anderen Punkten, zum Beispiel an der Meerenge Solent, auf der Insel gelandet sind. Die meisten Hinweise sprechen jedoch weiterhin dafür, dass Richborough für die Invasion sehr bedeutend war, zumal dort auch die Spuren eines großen Feldlagers aus claudischer Zeit entdeckt wurden. Auch Cassius Dios Beschreibung der Landezone passt gut zur Topographie des östlichen Kent. Dennoch landete vermutlich noch eine zweite Armee in Hampshire, um dort die verbündeten Briten Vericas zu unterstützen. Diese hatten, wie archäologische Funde ergeben haben, bereits zuvor die römische Lebensweise angenommen und dürften die Invasoren begrüßt und bei der Landung unterstützt haben.
Der britische Widerstand wurde von den Söhnen des rex Cunobelin (des Cymbeline in dem gleichnamigen Stück William Shakespeares), Togodumnus und Caratacus, organisiert. Ein größeres britisches Aufgebot traf an einer nicht näher bestimmten Furt, die heute im River Medway in der Nähe von Rochester vermutet wird, auf die Römer. Es folgte eine zweitägige Schlacht (Schlacht von Medway), in der die Briten bis zur Themse zurückgedrängt wurden. Die Römer verfolgten sie danach über den Fluss, wodurch die Briten weitere Männer in den Marschen von Essex verloren. Ob die Römer dabei eine schon bestehende Brücke nutzten oder selbst eine bauten, ist unsicher. Man weiß nur, dass eine Abteilung batavischer Hilfstruppen durch den Fluss geschwommen ist.
Bei diesem Treffen fiel einer der britischen Anführer, Togodumnus, was sie aber nur noch mehr gegen die Römer aufbrachte. Aufgrund dessen sah sich Aulus Plautius schließlich veranlasst, noch mehr Truppen aus Rom anzufordern. Nach einer Reihe weiterer ergebnisloser Kämpfe, die sich zwei Monate lang hinzogen, traf schließlich Claudius selbst in Britannien ein, um sich persönlich an die Spitze der Armee zu stellen. Inzwischen war es Plautius gelungen, die römischen Truppen in eine sehr günstige Angriffsposition zu manövrieren. Es wird berichtet, dass Claudius auch Kriegselefanten und schwere Waffen mitgebracht hatte, die den Widerstand der Briten schon im Keim ersticken sollten. Unter der nominellen Führung von Claudius belagerten und stürmten die Legionäre schließlich Cunobelinus’ Residenz Camulodunum (Colchester), was aber strategisch nachrangig war und nur zur Hebung der Moral der Truppen diente. Zudem war die daran anschließende Freigabe der Stadt zur Plünderung natürlich geeignet, Claudius’ Ruhm und Ansehen bei seinen Soldaten zu mehren.
Nach einer weiteren vernichtenden Niederlage musste Caratacus nach Westen in die walisischen Berge fliehen, von wo aus er noch einige Zeit den Kampf gegen die Römer fortsetzte. Im Südosten konnten elf Stämme unterworfen werden, und die römische Armee bereitete sich darauf vor, weitere Gebiete im Westen und Norden der Insel zu okkupieren. Verwaltungsmittelpunkt der neuen Provinz, die wohl 49 n. Chr. offiziell eingerichtet wurde, wurde zunächst Camulodunum, wo auch ein Tempel zu Ehren des Claudius errichtet wurde. Die Stadt wurde zu einer römischen Colonia erhoben. Claudius selbst blieb nur kurz auf der Insel und kehrte bald wieder nach Rom zurück, um dort einen Triumphzug abzuhalten. Er hatte damit sein Hauptziel erreicht und konnte sich in seiner Hauptstadt als siegreicher Feldherr feiern lassen; daneben ließ er aber auch Plautius, dem wahren Architekten des Sieges über die südöstlichen Briten, angemessene Ehrungen zukommen.

### Abschluss der Eroberung

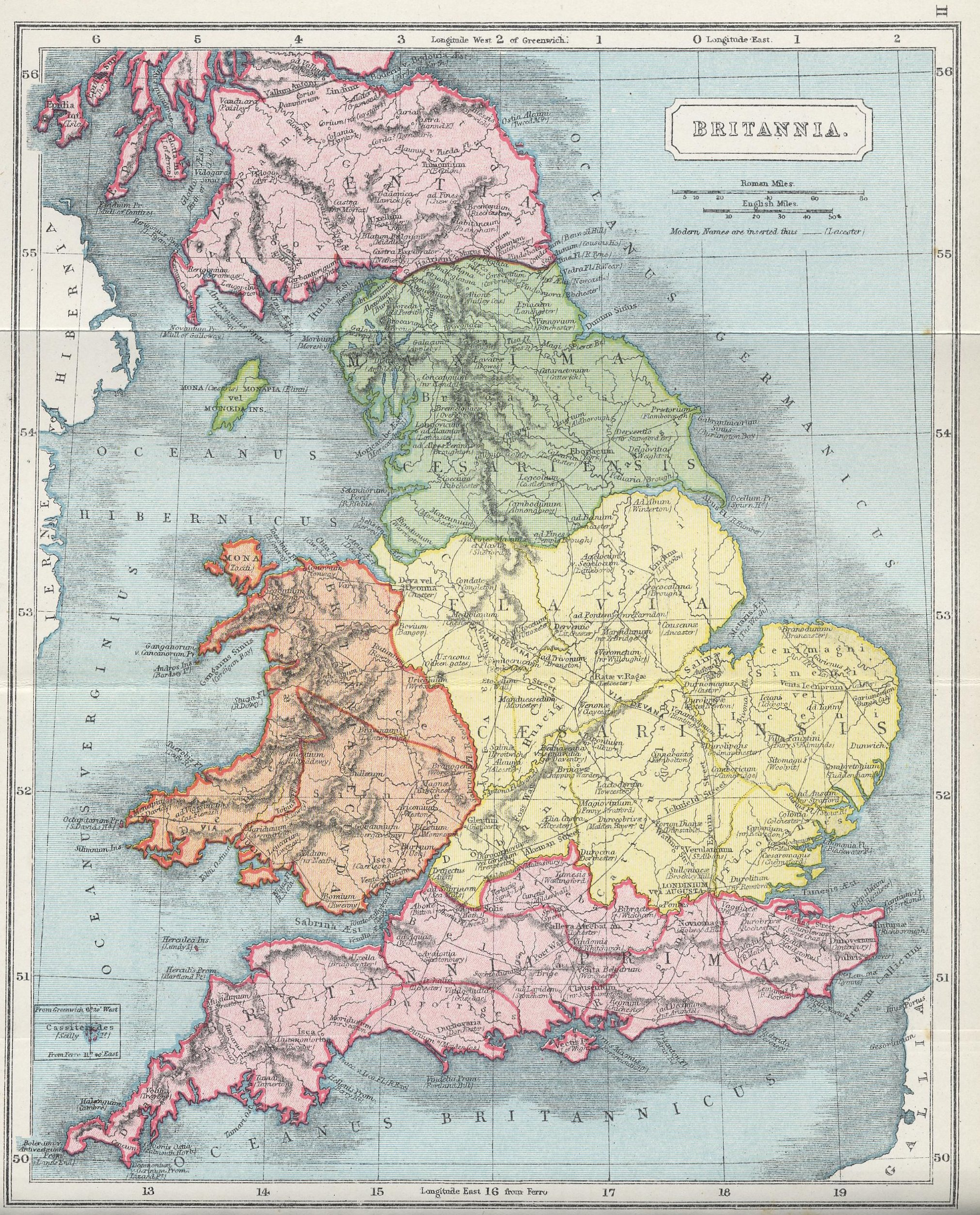
Karte Britanniens im Altertum

Vespasian zog mit einer Armee weiter nach Westen, unterwarf dabei weitere Stämme und eroberte auf seinem Weg einige ihrer Hillforts. Er gelangte dabei bis Exeter, vielleicht sogar bis in die Gegend um Bodmin. Die Legio VIIII wurde inzwischen nach Norden Richtung Lincoln in Marsch gesetzt. Es ist möglich, dass das gesamte Gebiet südlich der Linie des Humber bis zum Severn innerhalb von vier Jahren unter römische Kontrolle gebracht werden konnte. Auch eine Römerstraße, der sogenannte Fosse Way, entspricht exakt dieser Linie. Dies lässt manchen Historiker vermuten, dass sie in den ersten Jahren der römischen Besatzung als Limes gedient hat. Es ist jedoch wahrscheinlicher, dass die Grenze (Limes Britannicus) zwischen römischem und keltischem Britannien in dieser Zeit immer wieder starken Schwankungen unterworfen war.
Gegen Ende des Jahres 47 zog der neue Statthalter Britanniens, Publius Ostorius Scapula, gegen die Stämme in Kambrien (heute Wales) und dem Cheshire Gap ins Feld. Die Silurer im südöstlichen Wales verteidigten das walisische Grenzland jedoch erbittert und bereiteten Ostorius dadurch große Probleme. Caratacus wurde in einer Schlacht erneut geschlagen und floh in das Bergland der Pennines zum Stamm der Briganten, die aber bereits unter römischer Klientel standen. Deren Königin Cartimandua war nicht in der Lage (oder nicht willens), Caratacus in Anbetracht des Waffenstillstands mit den Römern zu schützen, und lieferte ihn umgehend an seine Feinde aus. Ostorius starb jedoch bald und wurde durch Aulus Didius Gallus ersetzt, der zwar die walisischen Grenzgebiete unter Kontrolle brachte, danach aber nicht mehr weiter in den Westen und Norden vordrang, vielleicht auch deswegen, weil Rom sich von einem lang hinziehenden Guerillakrieg im unzugänglichen Hochland keinen nennenswerten Gewinn versprach.
Nero, der 54 n. Chr. als Nachfolger des Claudius römischer Kaiser wurde, setzte die Eroberungen in Britannien dennoch fort. Er ernannte Quintus Veranius zum neuen Statthalter, einen Mann, der schon in Asia Erfahrungen im Umgang mit widerspenstigen Bergstämmen gesammelt hatte. Veranius und sein Nachfolger Gaius Suetonius Paulinus führten einen erfolgreichen Feldzug in Wales, bei dem im Jahre 60 das religiöse Zentrum der britischen Druiden, die im Widerstand gegen die Römer immer wieder eine bedeutende Rolle gespielt hatten, auf der Insel Mona gestürmt und zerstört werden konnte. Auch viele der Druiden wurden dabei getötet oder begingen Selbstmord.
Die vollständige Besetzung von Wales musste jedoch vorerst noch aufgeschoben werden, da ein viel gefährlicherer Aufstand der Icener und Trinovanten unter Führung der charismatischen Königin Boudicca losbrach, der die Römer zwang, sich wieder stärker dem schon befriedet geglaubten Südosten der Insel zu widmen. Der Historiker Sueton berichtet, dass die dramatischen Ereignisse des Boudicca-Aufstandes Nero sogar zu der ernsthaften Überlegung veranlasst hätten, sich wieder ganz aus Britannien zurückzuziehen, er dies aber aus Prestigegründen dann doch unterließ. Es gelang Paulinus, die zahlenmäßig wohl weit überlegenen Briten dank der Disziplin seiner Truppen in einer blutigen Entscheidungsschlacht zu besiegen. Die Politik der nachfolgenden Statthalter zielte dann vornehmlich auf eine Versöhnung mit den romfeindlichen Stämmen ab. Eine Beruhigung der Situation war vor allem der ausgleichenden Politik des Statthalters Marcus Trebellius Maximus (63–69) zu verdanken.
Nach der blutigen Niederschlagung der Rebellion Boudiccas und ihrer Verbündeten wurde die Eroberung weiterer Regionen im Norden nach längerer militärischer Zurückhaltung der Römer wieder fortgesetzt, nachdem sich Vespasian im Vierkaiserjahr 69 als neuer Herrscher des Imperiums durchgesetzt hatte. Die Silurer wurden erst nach einem längeren Feldzug unter Führung des Sextus Iulius Frontinus im Jahre 76 endgültig unterworfen. Cartimandua sah sich gezwungen, römische Hilfe anzufordern, um so einer Rebellion ihres Ehemannes Venutius zu begegnen. Quintus Petillius Cerialis marschierte daraufhin mit seinen Legionen von Lincoln bis nach Eboracum (York) und schlug 70 n. Chr. die Aufrührer um Venutius bei Stanwick, was die bereits stark romanisierten Stämme der Briganten und Parisier noch enger an das Imperium band.
Neuer Statthalter wurde im Jahr 77 Gnaeus Iulius Agricola, der Schwiegervater des Historikers Tacitus. Dieser schilderte Agricolas Leben in einer Biographie, die wertvolle Informationen über das römische Britannien enthält. Agricola vollendete demnach die Unterwerfung der Ordovicer in Wales und führte seine Truppen danach die Pennines entlang nach Norden. Durch die Anlage neuer Straßen sicherte er das gewonnene Terrain weiter ab, zusätzlich zu diesen Maßnahmen ließ er das Legionslager von Chester errichten. Zu seiner Taktik zählte auch, lokale Stämme zuerst zu terrorisieren, bevor er ihnen Verhandlungen anbot. Im Jahr 80 hatte er den Fluss Tay erreicht, wo er das Legionslager Inchtuthil anlegen ließ. Von hier aus stieß er weiter nach Moray vor, wo er einen vernichtenden Sieg über kaledonische Stämme in der so genannten Schlacht am Mons Graupius errang (ob Tacitus die Bedeutung des Sieges übertreibt, ist umstritten). Des Weiteren befahl er der Flotte, die Nordspitze Schottlands zu umsegeln, um endgültig die Insellage Britanniens zu beweisen und die Inselgruppe der Orkneys für das Reich zu beanspruchen.

Britannien um 150 n. Chr.

Agricola wurde schließlich von Domitian wieder nach Rom zurückbeordert und scheint (so zumindest Tacitus) durch eine Reihe von unfähigen Nachfolgern ersetzt worden zu sein, die nicht in der Lage waren, die Unterwerfung des Nordens weiter voranzutreiben, zumal die Legionen nun an anderer Stelle, besonders an der Donau, benötigt wurden. Die Römer mussten sich dabei aber auch sicherlich die Frage stellen, ob die Kosten eines langwierigen Krieges in dieser unwirtlichen Region die ökonomischen und politischen Vorteile aufwogen, oder es nicht doch klüger war, sich mit einer de-iure-Unterwerfung der Kaledonier zu begnügen.

### Festigung der Nordgrenze

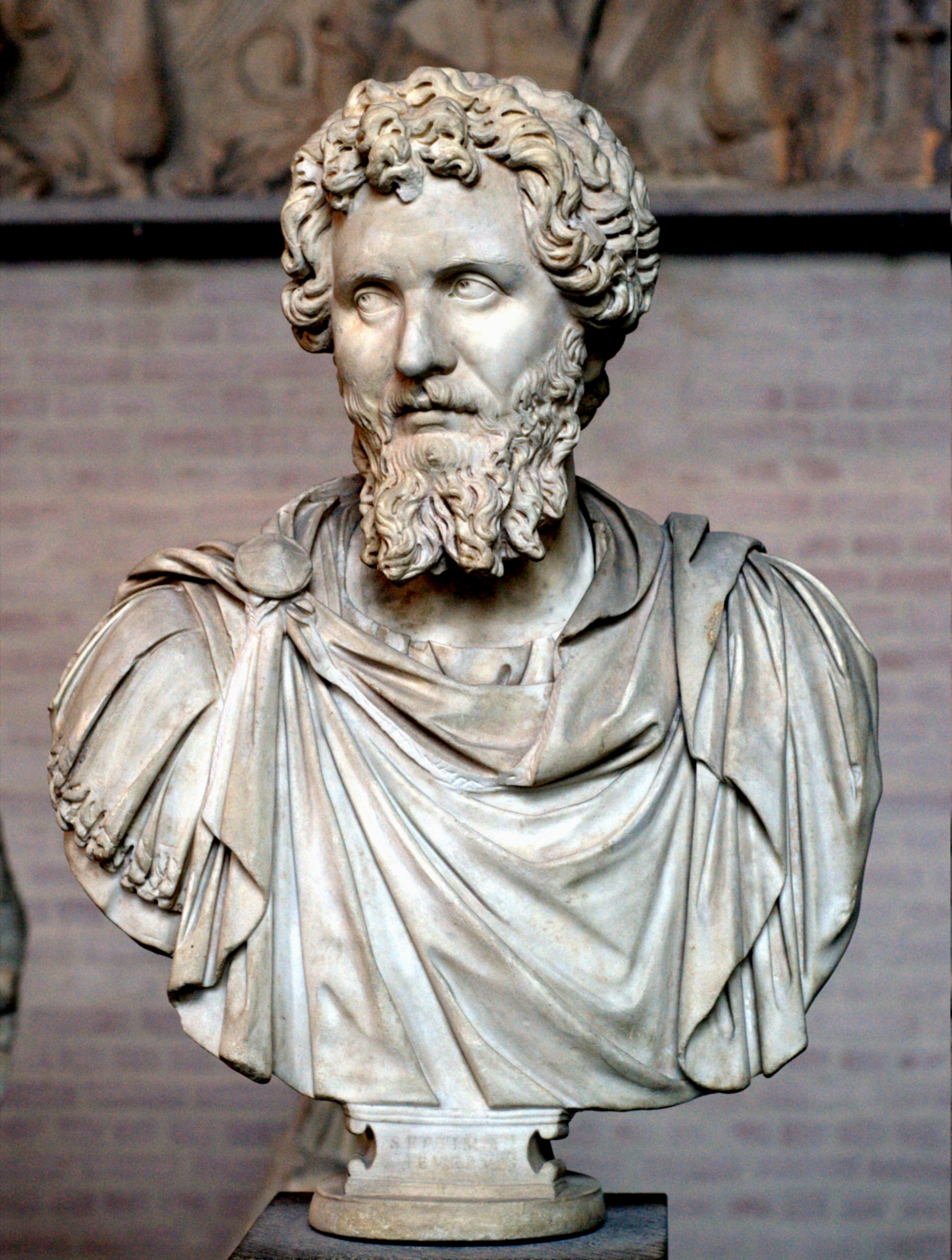
Septimius Severus; Büste in der Münchner Glyptothek

Während eines Aufenthaltes auf der Insel gab Kaiser Hadrian 122 den Befehl, die Grenze zwischen der römischen Provinz und dem Norden der Insel durch eine aufwändige Befestigungsanlage zu markieren. Möglicherweise war das Projekt zwar bereits unter seinem Vorgänger Trajan begonnen worden, doch blieb es bis heute mit Hadrians Namen verbunden: Dies war der Hadrianswall, der der Linie Tyne-Solway Firth folgte. Die Römer versuchten 142 dennoch, nach der Okkupation der schottischen Lowlands unter Hadrians Nachfolger Antoninus Pius die Grenze hinter den Flüssen Clyde und Forth zu stabilisieren, indem sie den Antoninuswall erbauten. Wie alle römischen Grenzanlagen (limites) dieser Zeit war aber auch dieses neue Wallsystem nicht dazu gedacht oder geeignet, größere Angriffe abzuwehren. Aber es erleichterte die Kontrolle über Grenzübertritte und den Handel mit den dahinter liegenden Gebieten, und Plünderer wurden abgeschreckt. Zudem konnte Antoninus sich auf diese Weise ohne Risiko als Vergrößerer des Imperiums inszenieren. Bereits um 162 wurden aber viele Truppen wieder vom Antoninus- an den Hadrianswall zurückverlegt. Unter Kaiser Mark Aurel und seinem Sohn Commodus musste man um 180 heftige Angriffe der Pikten abwehren, wobei sich der Offizier Lucius Artorius Castus besonders auszeichnete. Commodus verzichtete auf eine Gegenoffensive, was zu Unruhen und Meutereien der römischen Truppen führte, und nahm die Grenze kurz nach 180 endgültig wieder zurück an den Hadrianswall. Damit trat eine vorläufige Beruhigung ein.
Im Jahre 193 wurde der britannische Statthalter Clodius Albinus im Zuge der chaotischen Ereignisse nach dem zweiten Vierkaiserjahr von seinen Truppen offenbar als Imperator akklamiert; er konnte sich zunächst mit seinem Rivalen Septimius Severus verständigen, doch 196 kam es zum offenen Konflikt, in dem Albinus 197 unterlag. Diese Vorgänge waren offenbar der Anlass, die Provinz zu teilen, damit dort fortan nicht mehr drei Legionen dem Kommando eines einzigen Statthalters unterstanden. Römische Truppen drangen danach mehrfach in den Norden des heutigen Schottland vor, darunter im Jahr 209, als Septimius Severus, der auch den Hadrianswall verstärken ließ, in einem verlustreichen Feldzug eine kaledonische Konföderation schlug und ihre formale Unterwerfung annahm, ohne dass dies Einfluss auf den Grenzverlauf hatte; der Kaiser starb 211 in Eboracum (York). Nach der Usurpation des Postumus, 260, gehörte Britannien für einige Jahre dem so genannten Gallischen Sonderreich an, bevor es Kaiser Aurelian 274 wieder der Zentralgewalt in Rom unterwarf.

### Spätantike
Gegen Ende des 3. Jahrhunderts war Britannien militärisch erneut zu einem Machtfaktor innerhalb des Römischen Reiches geworden. Im Jahr 287 gelang es dem General Carausius, einem romanisierten Gallier aus der Provinz Belgica, sich von seiner Armee in Britannien zum Gegenkaiser gegen Diokletian ausrufen zu lassen. Carausius beanspruchte ein Sonderreich, bestehend aus Britannien und dem an den Kanal angrenzenden Teil Galliens. Britannien war vom Kontinent aus nur schwer zu erobern, zumal man der Bedrohung durch seit etwa 250 von See her einfallende Plünderer mit teilweise neu errichteten, stark befestigten Kastellen an der Sachsenküste Herr zu werden versucht hatte. Diese strategisch wichtigen Festungen und Flottenstationen, wohl bemannt mit Carausius’ loyalsten Offizieren und Soldaten, konnten nun genauso gut auch römische Invasoren vom Kontinent abwehren. Constantius Chlorus, der nach der Teilung des Reiches durch Diokletian Caesar (Unterkaiser) und Adoptivsohn des westlichen Kaisers Maximian geworden war, erhielt im Jahre 293 im Rahmen der Tetrarchie Britannien und Gallien als Zuständigkeitsbereich zugeteilt. Sofort schickte er sich an, mit Hilfe einer neuen Flotte die nordgallischen und die britannischen Provinzen zurückzugewinnen. Nach der Rückeroberung von Bononia, dem heutigen Boulogne, wo sich das Hauptquartier der römischen Kanalflotte befand, durch Constantius wurde Carausius von Allectus ermordet. Dieser machte sich selbst zum Nachfolger des Usurpators und zog sich mit seinen fränkischen und sächsischen Truppen nach Britannien zurück, wo er von Constantius Chlorus und dessen Feldherrn, dem Prätorianerpräfekten Asclepiodotus, nach ihrer Landung im Jahre 296 sofort in die Zange genommen und vernichtend geschlagen wurde. Constantius zog daraufhin in Londinium (London), der Hauptstadt der Britannia superior, ein, dessen Bevölkerung, die endlich Frieden wünschte, sich ihm widerstandslos unterwarf. Die Rückgewinnung Britanniens wurde auf Münzen gefeiert.

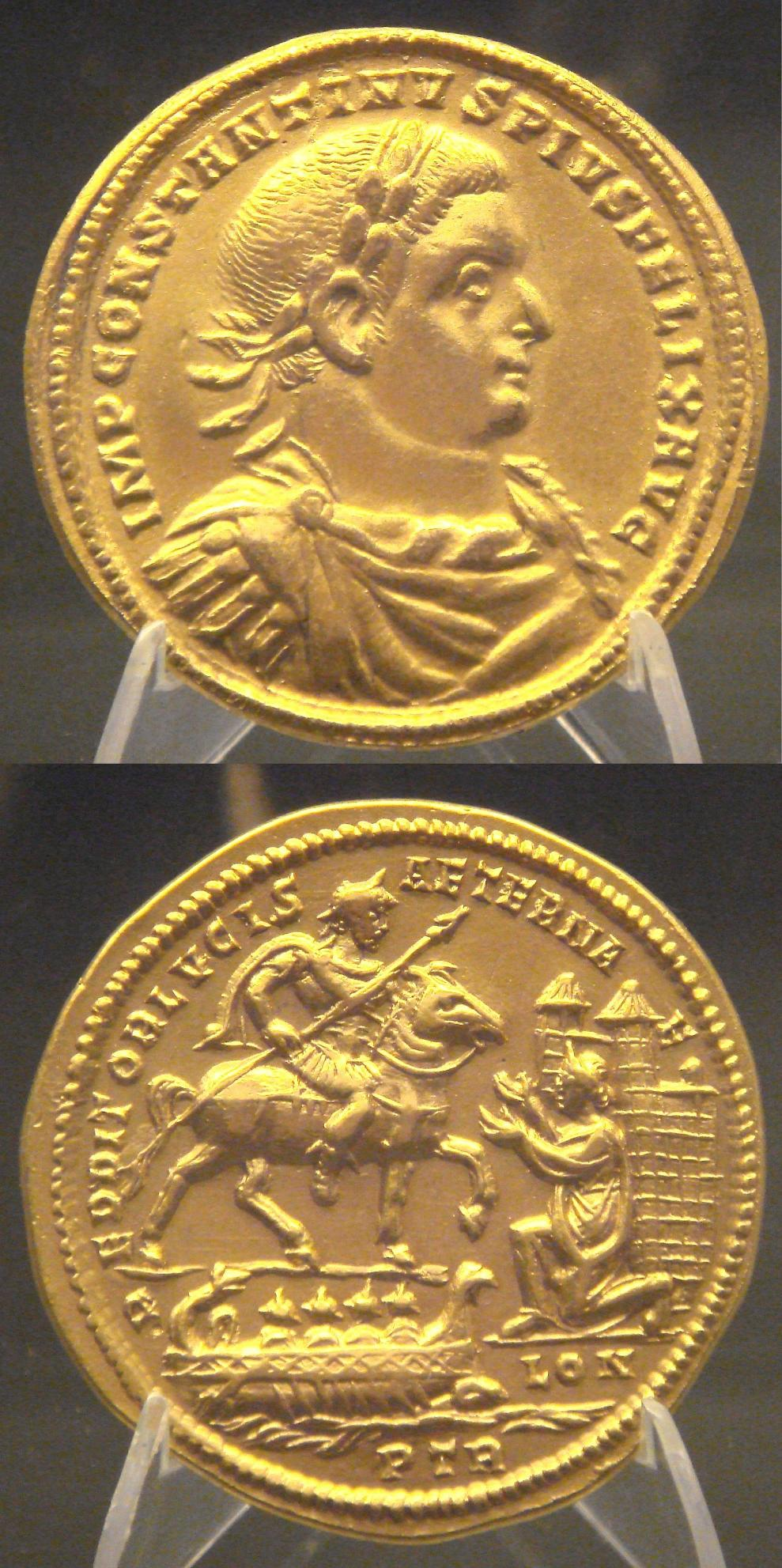
Goldmünze von Constantius I., gefunden in Arras in Nordfrankreich, geprägt in Trier (297–298). Darstellung der Befreiung von Londinium (London) (eingeschrieben als LON) und der römischen Provinz Britannien nach dem Sieg über Allectus (296) mit der Inschrift „REDDITOR LVCIS AETERNAE – LONDINIVM“ „Wiederhersteller des ewigen Lichts – London“.

Die anschließende Verwaltungsreform des Kaisers Diokletian brachte eine weitere Aufteilung der Provinzen auf dem Gebiet Britanniens mit sich, die wahrscheinlich von Constantius Chlorus bei seinem Aufenthalt in Britannien eingeleitet wurde. Möglicherweise wurde zuerst eine Teilung der Provinz Britannia superior in die Teile Britannia prima und Maxima Caesariensis durchgeführt, Britannia inferior wurde dadurch zu Britannia secunda. Bald darauf dürfte jedoch die Provinz Britannia Caesariensis, welche ihren Beinamen vom Caesar Constantius Chlorus selbst erhalten hatte, nochmals geteilt worden sein. Jedenfalls verzeichnen spätere Listen neben Britannia prima und Britannia secunda spätestens ab 314 auch noch die Provinzen Maxima Caesariensis und Flavia Caesariensis, welche vielleicht nach Diokletians Kollegen Maximian und zweifellos nach seinem Caesar Constantius Chlorus, der eigentlich Flavius Valerius Constantius hieß, benannt worden waren. Die britannischen Provinzen wurden verwaltungsmäßig in der neuen Dioecesis Britanniae zusammengefasst.
Im Sommer 306 kam es in Eburacum/York erneut zu einer Usurpation mit weitreichenden Folgen: Konstantin der Große, der Sohn des Constantius, ließ sich nach dem Tod seines Vaters von seinen Truppen widerrechtlich zum Kaiser ausrufen. Es gelang ihm allerdings, nachträglich vom neuen Augustus Galerius als Caesar anerkannt zu werden. Auch im weiteren 4. Jahrhundert wurde Britannien, das nun zusammen mit Gallien und Hispanien einem Prätorianerpräfekten unterstand, dem in spätrömischer Zeit höchsten Zivilbeamten, von weiteren Usurpationen heimgesucht. Grund dafür war einerseits die exponierte, weit von jeder Zentrale entfernte Lage der Provinzen und andererseits die noch immer recht hohe Truppenkonzentration. Da der archäologische Befund widersprüchlich ist, ist in der Forschung umstritten, wie es um die ökonomische Situation der Insel in diesen Jahren bestellt war. Besonders Flavius Theodosius stellte dann in den 360er Jahren noch einmal erfolgreich die Ordnung in Britannien her, wobei er es 367/68 mit einer „barbarischen Verschwörung“ von Pikten, Skoten und Angelsachsen zu tun hatte, die die beiden militärischen Anführer der römischen Truppen auf der Insel getötet hatten.
In der Spätantike wurde im ganzen Reich die militärische Administration von der zivilen getrennt und das Heer in eine mobile Feldarmee (Comitatenses) und stationäre Grenztruppe (Limitanei) aufgeteilt. Die Comitatenses sind in Britannien vor dem Jahr 395 nicht sicher nachweisbar. Den Oberbefehl über die Garnisonen an der Nordgrenze (Hadrianswall) hatte nun ein Dux Britanniarum inne. Die Grenztruppen an der stark befestigten südlichen Sachsenküste kommandierte zunächst ein Comes Maritimi Tractus, der auch die Truppen an der Nordküste Galliens befehligte. Ende des 4. Jahrhunderts wurden die Militärbezirke beidseitig des Ärmelkanals neu organisiert und ein Comes litoris Saxonici per Britanniam erhielt das Kommando über die Kastelle an der Südostküste Britanniens. Den Oberbefehl über das gesamte britannische Heer (Grenztruppen und Feldarmee) hatte im 4. Jahrhundert n. Chr. ein Comes Britanniarum inne. Dieser besaß, gestützt auf die auf der Insel stationierten mobilen Eliteeinheiten, eine herausragende Stellung in der Hierarchie des spätantiken römischen Militärs.

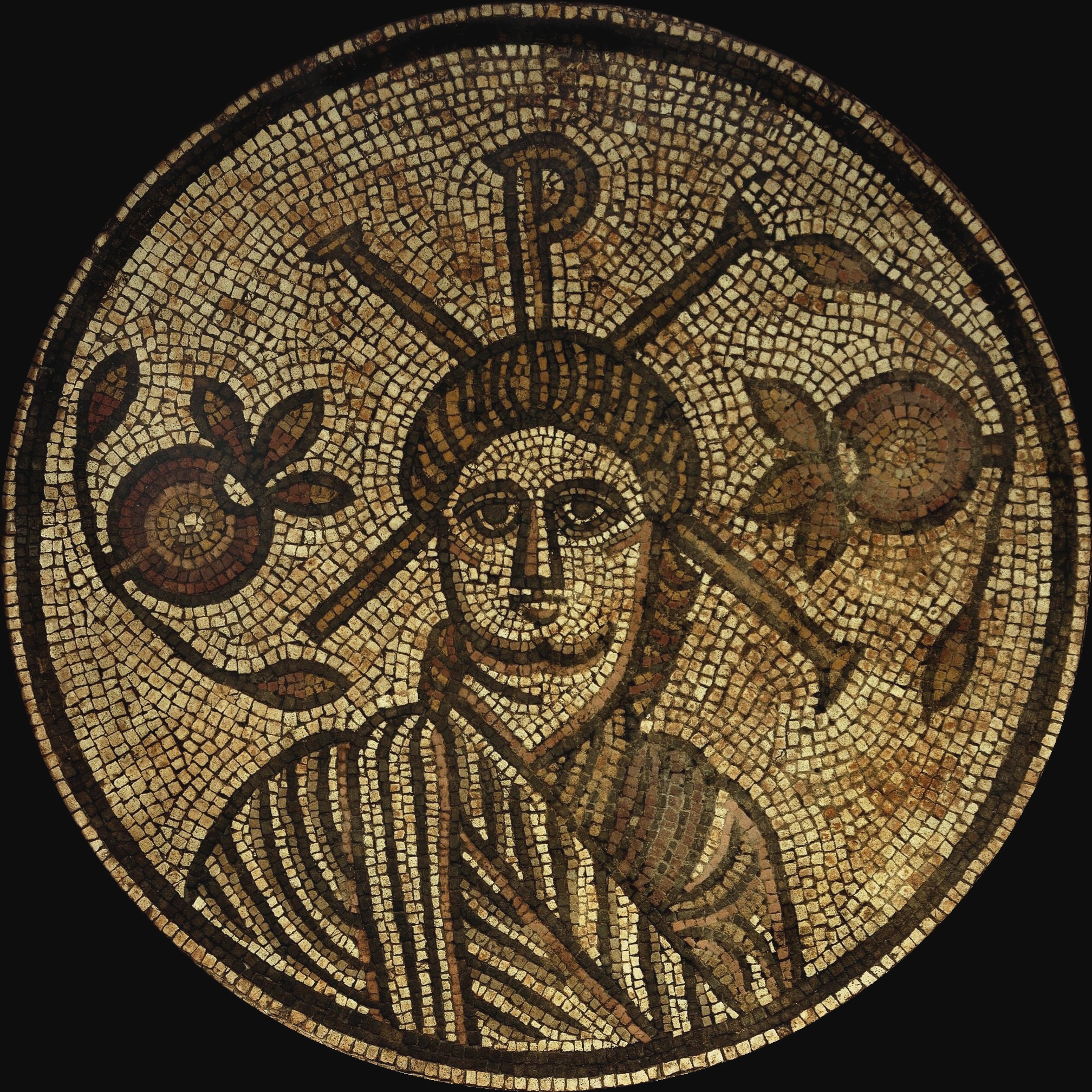
Vom Wohlstand der britannischen Provinzen im 4. Jahrhundert zeugt ein großes Mosaik aus einer römischen Villa in Dorset, das auch eine der ältesten bekannten Christus-Darstellungen aus dem Imperium Romanum enthält.

Der Comes Britanniarum Magnus Maximus nahm 383 im Rahmen seiner Usurpation einen großen Teil seiner Truppen mit nach Gallien, von denen viele nicht mehr zurückkehren sollten – nach Ansicht einiger Historiker (zum Beispiel Guy Halsall) war er es, der zuvor die ersten angelsächsischen Föderaten auf der Insel ansiedelte, doch ist dies umstritten. Einige Zeit später wurde zum letzten Mal ein größeres Kontingent römischer Truppen nach Britannien verlegt. Der Dichter Claudian bezeugt, dass der weströmische magister militum Stilicho 398/99 nördlich des Hadrianswalls eine Offensive gegen Pikten und Skoten durchführen ließ. Stilicho unterstellte dem Comes Britanniarum offenbar neun Einheiten der Comitatenses, bevor man bereits 402 erneut zahlreiche Einheiten des britannischen Heeres wieder abzog, um das Kernland des westlichen Reichsteils, Italien, gegen die Westgoten unter Alarich zu sichern. Wohl um diese Zeit ließ ein praepositus namens Justinian in Ravenscar einen Festungsturm erneuern und aus diesem Anlass die letzte bekannte römische Bauinschrift Britanniens setzen: Iustinianus p(rae)p(ositus) Vindicianus magister turr[e]m castrum fecit a so(lo) (AE 1954, 15 = CIL VII 268).

### Der Abzug Roms
Die archäologischen Belege aus den letzten Jahren der römischen Herrschaft zeigen vielerorts Zeichen des Niedergangs bzw. der Rückkehr zu vorrömischen Lebensweisen, die auf der Insel ohnehin nie ganz verschwunden waren. Das Leben in den römischen Städten und Villen, die um 350 noch erheblichen Wohlstand aufgewiesen hatten (damals bekam unter anderem London eine neue Stadtmauer, die ein deutlich größeres Areal einschloss als die ältere), entwickelte sich seit dem letzten Viertel des 4. Jahrhunderts weniger stark; Tonscherben aus der Zeit nach 400 kommen kaum noch vor, römische Münzen aus der Zeit nach 402 sind auf der Insel ebenfalls selten und nach 407 praktisch nicht mehr vorhanden. Seit dem Rheinübergang von 406, der eine für Gallien verheerende Invasion barbarischer Gruppen eingeleitet hatte, war die Verbindung zwischen Britannien und der kaiserlichen Regierung in Ravenna abgerissen. Nach dem spätantiken Geschichtsschreiber Olympiodoros von Theben erhoben die Truppen in Britannien zunächst einen Militär namens Marcus zum Augustus. Dieser wurde nach einiger Zeit jedoch beseitigt. Stattdessen wurde nun ein Zivilbeamter, Gratian, zum Kaiser proklamiert, nach vier Monaten aber ebenfalls ermordet. Schließlich erhoben die britannischen Truppen wohl im Herbst 406 einen zuvor nicht näher bekannten Soldaten (wahrscheinlich der Comes Britanniarum) namens Constantinus (Konstantin) zum Imperator, dessen vielleicht einziger Vorzug sein Name war, hatte doch Konstantin der Große ebenfalls seinen Weg zur Macht in Britannien begonnen und war schließlich siegreich gewesen. Nicht ganz zu Unrecht bezeichnete der Kirchenvater Hieronymus Britannien denn auch als „eine an Tyrannen (Usurpatoren) fruchtbare Provinz“.
Konstantin (III.) setzte kurz danach mit fast allen verfügbaren britischen Kampftruppen über den Ärmelkanal. Damit hatte die römische Militärpräsenz in Britannien faktisch ihr Ende gefunden. Die Armee, die auf Befehl des Usurpators aus Britannien abgezogen wurde, war wohl eine unruhige Söldnertruppe, die sich von der weströmischen Zentralregierung im Stich gelassen fühlte, nur auf Konstantins Person eingeschworen war und ihm die Treue hielt, solange er seine Männer und ihre Familien mit dem Nötigsten versorgen konnte. Dennoch wird der Usurpator, der ja in einen Bürgerkrieg zog, zweifellos die loyalsten und kampfstärksten Einheiten mit nach Gallien genommen haben. Es ist aber schwer vorstellbar, dass nicht zumindest ein Minimum an Garnisonstruppen (limitanei) zurückgelassen worden ist, da die Insel als Ganzes 407/8 nicht aufgegeben wurde. Die zurückgebliebenen Verbände dürften sich später aufgelöst haben, nachdem die Insel faktisch sich selbst überlassen worden war, weshalb es 409 in Britannien zum Aufstand kam. Nun sagten sich die britannischen Provinzen auch von Konstantin III. und damit von Westrom los. In der älteren Forschung gilt das Jahr 410 als das „Ende“ des römischen Britanniens. Erst in jüngerer Zeit misst man diesem Datum weniger Bedeutung bei als früher, da immer noch Angehörige der römischen Verwaltung und der Garnisonstruppen auf der Insel verblieben, wenngleich ihr weiteres Schicksal aufgrund der überaus schlechten Quellenlage faktisch im Dunkeln bleibt.
Die Ursache für diese Usurpationen liegt sehr wahrscheinlich nicht nur darin begründet, dass man sich auf der vom weströmischen Hof in Ravenna weit entfernten Insel von der Reichsregierung vernachlässigt sah. Eine Notiz beim Geschichtsschreiber Zosimos (der allerdings nicht immer verlässlich ist) legt vielmehr nahe, dass die Ursache dafür auf dem Kontinent zu suchen ist, wo die Bewegungen barbarischer gentes im Grenzraum vermutlich auch für Unruhe in Britannien gesorgt hatten (zu Details siehe Völkerwanderung). Nach Zosimos wollten die britannischen Truppen zum Schutz des Imperiums in Gallien aktiv werden. Dass Konstantin III. mit seinem Feldheer nach Gallien übersetzte, bietet dafür eine gewisse Bestätigung. Zosimos berichtet, dass daraufhin die meisten Städte Galliens von Honorius abfielen und zu Konstantin überliefen.

### „Dunkles Zeitalter“
Sehr wenige literarische Quellen stehen für die Zeit nach 410 zur Verfügung, die daher oft als „dunkles Zeitalter“ bezeichnet wird. Der gebildete romano-britische Kleriker Gildas schrieb irgendwann im 6. Jahrhundert einen Bericht über die Eroberung Britanniens durch die Angelsachsen, doch ist selbst dieser nicht immer zuverlässig und zudem nur begrenzt informativ. Die anonyme Chronica Gallica von 452 stellt lediglich knapp fest, 441 sei die Insel, die seit einer Weile von Unheil heimgesucht worden sei, für die Römer verloren gegangen und an die Sachsen gefallen: Britanniae usque ad hoc tempus variis cladibus eventibusque latae in dicionem Saxonum rediguntur (Chron. Gall. a CCCCLII, ad ann. 441). 511 vermeldet dann ein weiterer namenloser Chronist, 440 sei Britannien von den Römern aufgegeben worden und unter sächsische Herrschaft gelangt (Britanniae a Romanis amissae in dicionem Saxonum cedunt; Chron. Gall. a DXI, ad ann. 440).
Die nächsten Quellen sind erst wieder aus dem Frühmittelalter und Hochmittelalter überliefert, wie Beda Venerabilis im frühen 8. Jahrhundert, die Angelsächsische Chronik und die Historia Brittonum aus dem 9. Jahrhundert sowie die um 1136 von Geoffrey von Monmouth verfasste Historia regum Britanniae. Der über das bei Gildas Berichtete hinausgehende Inhalt dieser Quellen zum 5. und 6. Jahrhundert in Britannien wird heute als größtenteils unhistorisch bzw. als legendenhaft eingeschätzt.
Nach Ansicht der meisten Forscher lassen die archäologischen und literarischen Quellen lediglich eine grobe Rekonstruktion zu: Bald nach dem Abzug der römischen Truppen brach offenbar die Verteidigung der Nordgrenze zusammen. Die britischen Städte wurden von Skoten und Pikten ausgeplündert und niedergebrannt, angeblich die Bevölkerung ganzer Ortschaften ermordet. Kaiser Honorius wies die um Hilfe nachsuchenden civitates von Britannia laut Zosimos im Jahr 410 an, ihre Verteidigung selbst in die Hand zu nehmen, wobei es sich bei den meisten civitates aber wohl nur um kleine Ortschaften handelte. (Nach Ansicht einiger Forscher meinte Zosimos, der etwa einhundert Jahre nach den Ereignissen lebte, hier allerdings nicht Britannien, sondern vielmehr die Region Bruttium in Italien, die zu dieser Zeit von den Westgoten geplündert wurde.) Die meisten Historiker nehmen überdies an, dass die römische Gesellschaft und Kultur sich 410 nicht mit einem Schlag auflöste, sondern man spricht von einem „sub-römischen Britannien“ (Sub-Roman Britain), in dem man etwa 30 Jahre lang versucht habe, die vertraute Lebensweise zu wahren. Während der ersten Generation nach Abzug der kaiserlichen Truppen konnten sich die römischen civitates auf der Insel mit Hilfe germanischer Föderaten (s. u.) offenbar noch einigermaßen behaupten. Es gibt daneben archäologische Hinweise dafür, dass die römischen Küstenfestungen im Südosten der Insel sich zwar langsam in befestigte Siedlungen verwandelten, aber auch noch einige Zeit nach 410 weiter bemannt blieben und verteidigt wurden. Daneben bildeten römische und keltische Warlords lokale Herrschaften. Anscheinend schwang sich damals einer von ihnen, ein lokaler kelto-romanischer Aristokrat, zum Herrscher über die Provinzialen auf. Gildas bezeichnet diesen Mann als tyrannus, was im spätantiken Latein der Begriff für einen Usurpator war.
Doch bald darauf fielen Angeln, Sachsen und Friesen über die britannischen Provinzen her und markierten so die entscheidende Zäsur. Die genauen Vorgänge liegen zwar im Dunkeln, doch die schriftlichen und archäologischen Befunde lassen zumindest den groben Rahmen erkennen. Wahrscheinlich hatten die römisch-britischen Bewohner Britanniens die meisten der Angelsachsen zunächst selbst als foederati angeworben, die nach Abzug oder Auflösung der regulären kaiserlichen Verbände die Verteidigung der Nordgrenze gegen Pikten und Skoten übernehmen sollten. Einzelne germanische Gruppen waren möglicherweise auch schon als Siedler oder reguläre Einheiten der römischen Armee auf die Insel gekommen. Gildas macht den oben erwähnten tyrannus für die Anwerbung der Angelsachsen verantwortlich, bei Beda Venerabilis wird dieser Mann dann erstmals als Vortigern bezeichnet. Möglicherweise verbirgt sich hinter dem „Namen“ Vortigern der keltische Titel Gwrtheyrn, den man als „Oberherr“ übersetzen könnte. Ob Vortigern – wie die Usurpatoren in Britannien zuvor – für sich ebenfalls kaiserliche Würden reklamierte und wie weit seine Herrschaft reichte, ist unklar.
Laut der Historia Brittonum erfolgte die Anwerbung der angelsächsischen Söldner jedenfalls im Jahr 428, doch ob diese Datierung zutrifft, ist ebenfalls ungewiss. Bemerkenswerterweise gibt es Hinweise darauf, dass Bischof Germanus von Auxerre 429 römische Truppen in einem erfolgreichen Feldzug gegen Pikten und Skoten angeführt haben soll (Prosper Tiro ad ann 429); der Bischof war vor seinem Eintritt in den Klerus kaiserlicher Amtsträger gewesen und daher darauf vorbereitet, ein solches Kommando zu führen. Was genau sich hinter dieser Nachricht verbirgt, ist unklar. Andere Quellen sprechen von einer lediglich kirchlichen Mission des Germanus, der gegen die Verbreitung des Pelagianismus unter den Christen Britanniens vorgegangen sei.

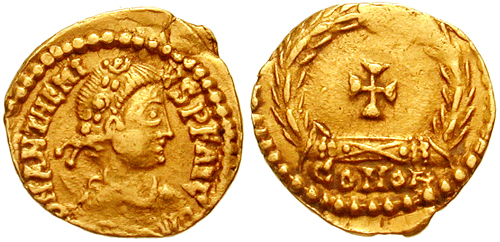
Tremissis des Anthemius

Um 440/441 kam es dann zu umwälzenden Ereignissen, die für ihre Zeitgenossen das Ende des römischen Britanniens markierten, wie die oben erwähnten gallischen Chroniken belegen. Wahrscheinlich war dies der Zeitpunkt, zu dem sich die Angelsachsen (aus welchen Gründen auch immer) erhoben und damit begannen, die Provinz zu plündern. Der Rebellion der foederati konnten die Provinzialen zumal im Osten der Insel wenig entgegensetzen. Viele gingen wohl zu den Germanen über oder unterwarfen sich, während sich andere nach Norden und Westen zurückzogen. Bemerkenswert ist allerdings, dass sich die Mehrzahl der modernen Dörfer in Südengland und im Themsetal noch auf die römische Zeit zurückführen lässt; es kam also nicht zu einem Bruch der Siedlungskontinuität. DNA-Analysen von „angelsächsisch“ bestatteten Menschen aus diesen Jahren haben vor einiger Zeit gezeigt, dass es sich oft um Kelto-Romanen handelte, die offenbar die Lebensweise und Kultur der Sieger angenommen hatten. Die Zahl der germanischen Zuwanderer vom Kontinent könnte hingegen vergleichsweise gering gewesen sein, doch ist dies umstritten. Vermutlich war es so, dass die meisten Germanen auch nach dem Beginn des Aufstandes eher in kleineren Gruppen von Kriegern auf die Insel kamen.
Bei Gildas wird von einem Hilferuf der romanisierten Briten an den weströmischen Heermeister Aëtius um 446 berichtet (was zu den Angaben der beiden gallischen Chroniken passen würde), doch sah sich Westrom damals längst mit größeren Problemen konfrontiert; Britannien war zu einem peripheren (und nur mehr formalen) Bestandteil des Imperiums geworden, aus dem längst keine Steuereinnahmen mehr nach Rom flossen. Dennoch gibt es Belege für fortbestehende Kontakte zwischen dem südlichen Britannien und dem damals noch römisch kontrollierten nördlichen Gallien. Es kam zudem zu einer Auswanderungswelle von Briten in das heute Bretagne genannte Gebiet.
Um 470 unterstützte ein Riothamus genannter römisch-britischer Warlord in Gallien vergeblich den weströmischen Kaiser Anthemius gegen die rebellierenden Westgoten, worüber mehrere zeitgenössische gallische Quellen berichten. Die spätere keltische Tradition kennt zudem einen Anführer mit dem römischen Namen Coelius/Coel, der als Old King Cole in die volkstümliche Überlieferung einging. Wie Gildas berichtet, gelang es den Briten unter Führung von Ambrosius Aurelianus um das Jahr 500, das Vordringen der Angelsachsen noch für einige Jahrzehnte aufzuhalten. Erst für die 570er Jahre berichtet die Angelsächsische Chronik, dass König Ceawlin die Gebiete der Angelsachsen verbinden und die römisch-britischen Herrschaftsbereiche auf Wales und Cornwall zurückdrängen konnte.
Dort konnten sich die „römischen“ Briten noch längere Zeit halten, wobei aber der römische Charakter ihrer Zivilisation nebst der lateinischen Sprache bald endgültig verloren ging. Dies bedeutete das Ende der Spätantike für Britannien (im übrigen Europa sollte sie noch länger andauern) und war mit einem erheblichen materiellen Niedergang verbunden, auch wenn Archäologen in jüngster Zeit teils zu günstigeren Einschätzungen gelangt sind als früher. Die sub-römische Kultur verschwand bis etwa 600 offenbar fast spurlos (auch wenn in Wales noch im 6. Jahrhundert lateinische Inschriften mit korrekter Consulatsdatierung gesetzt wurden und Importkeramik aus Ostrom verwendet wurde), und auch das Christentum scheint in den von Angelsachsen beherrschten Gebieten zurückgedrängt worden zu sein. Dass das Christentum, wie es die katholische Tradition lehrt, völlig verschwand und erst unter Gregor dem Großen 597 wieder auf die Insel kam, wird inzwischen allerdings von mehreren Forschern bezweifelt. Es wird mittlerweile sogar die Position vertreten, die romano-keltische Kultur habe im 5./6. Jahrhundert eine regelrechte Blüte erlebt. Die Römer gaben den Anspruch auf Britannien jedenfalls de iure nie auf – noch um das Jahr 540 scheint Kaiser Justinian die Insel als prinzipiell zum Imperium gehörig betrachtet zu haben.

## Gesellschaftliche Struktur

### Romanisierung

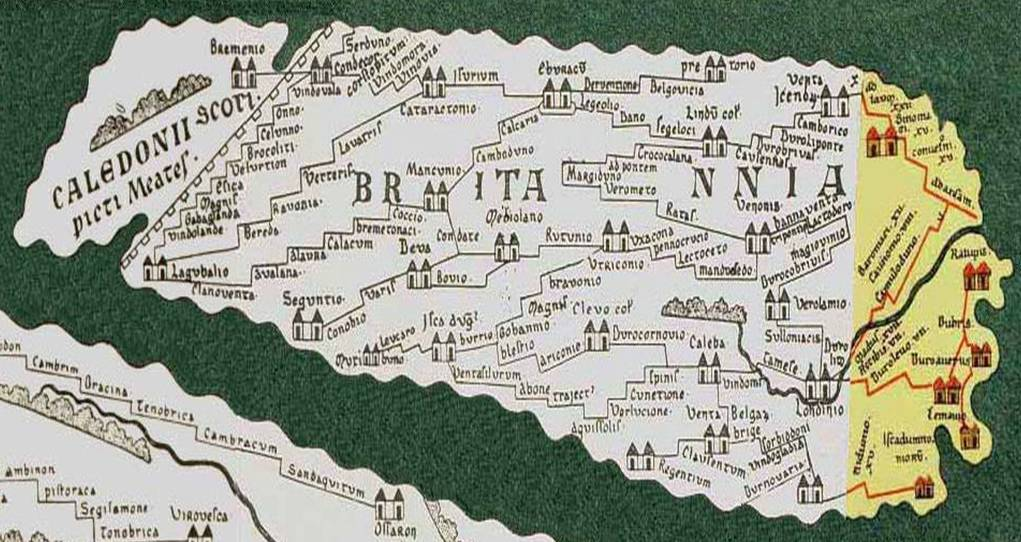
Britannien auf der Tabula Peutingeriana (rekonstruierter Abschnitt)

Pragmatisch wie die Römer waren, bauten sie in Britannien in relativ kurzer Zeit eine hocheffiziente Infrastruktur auf, um ihre militärische Eroberungen noch weiter abzusichern und was ihnen dabei am wichtigsten war, die Steuererträge erheblich zu steigern. Sie erschlossen so schließlich ihren Herrschaftsbereich in Britannien (bis auf einige Ausnahmen im Westen der Insel) recht gut, wobei jedoch der Grad der Romanisierung in den einzelnen Regionen sehr unterschiedlich ausgeprägt war. Am stärksten wirkte sich der römische Einfluss im Süden und Osten aus, wo der kulturelle Einfluss vom Kontinent am spürbarsten und auch die Urbanisierung am stärksten fortgeschritten war. Hier setzte sich die lateinische Sprache bis in die unteren Bevölkerungsschichten durch. Ab dem 2. Jahrhundert machte in diesen Regionen auch die christliche Missionierung erste Fortschritte.
Die genauen Mechanismen der Romanisierung sind in der jüngeren Forschung umstritten. Zum einen behauptet Tacitus in seinem Werk Agricola (Kapitel 21), die Römer hätten die Briten bewusst an ihre Lebensweise gewöhnt, um sie so unter Kontrolle zu bringen; zum anderen geht man heute zumeist davon aus, dass die Assimilation der Provinzbewohner in Britannien wie andernorts eher von den lokalen Eliten ausging.

In welchem Grad die Römer auf die politischen oder ökonomischen Vorgänge im benachbarten Irland (Hibernia) Einfluss nahmen, ist bis heute nicht genau geklärt. 

### Wirtschaft
Wirtschaftlich waren die Römer vor allem an Zinn und Gold aus Britannien interessiert. Darüber hinaus machten sie eine neue, im Wollertrag leistungsfähigere Schafrasse aus Kleinasien auf der Insel heimisch und legten damit einen wichtigen Grundstein für die britische Wollproduktion. Wirtschaftliches Zentrum Britanniens war auch damals schon Londinium. Über die wirtschaftliche Stärke der Insel herrscht in der Forschung, wie bereits angedeutet, keine Einigkeit, zumal einige Autoren des 2. Jahrhunderts klagten, Britannien koste das Imperium mehr, als es ihm einbringe. Im 3. und 4. Jahrhundert war die Insel wohl für die Versorgung der römischen Truppen am Rhein zuständig und dürfte daher zumindest im Süden prosperiert haben, doch gibt es angesichts widersprüchlicher Befunde – etwa was die römischen civitates Britanniens angeht – unterschiedliche Positionen in der Forschung.

### Provinzen

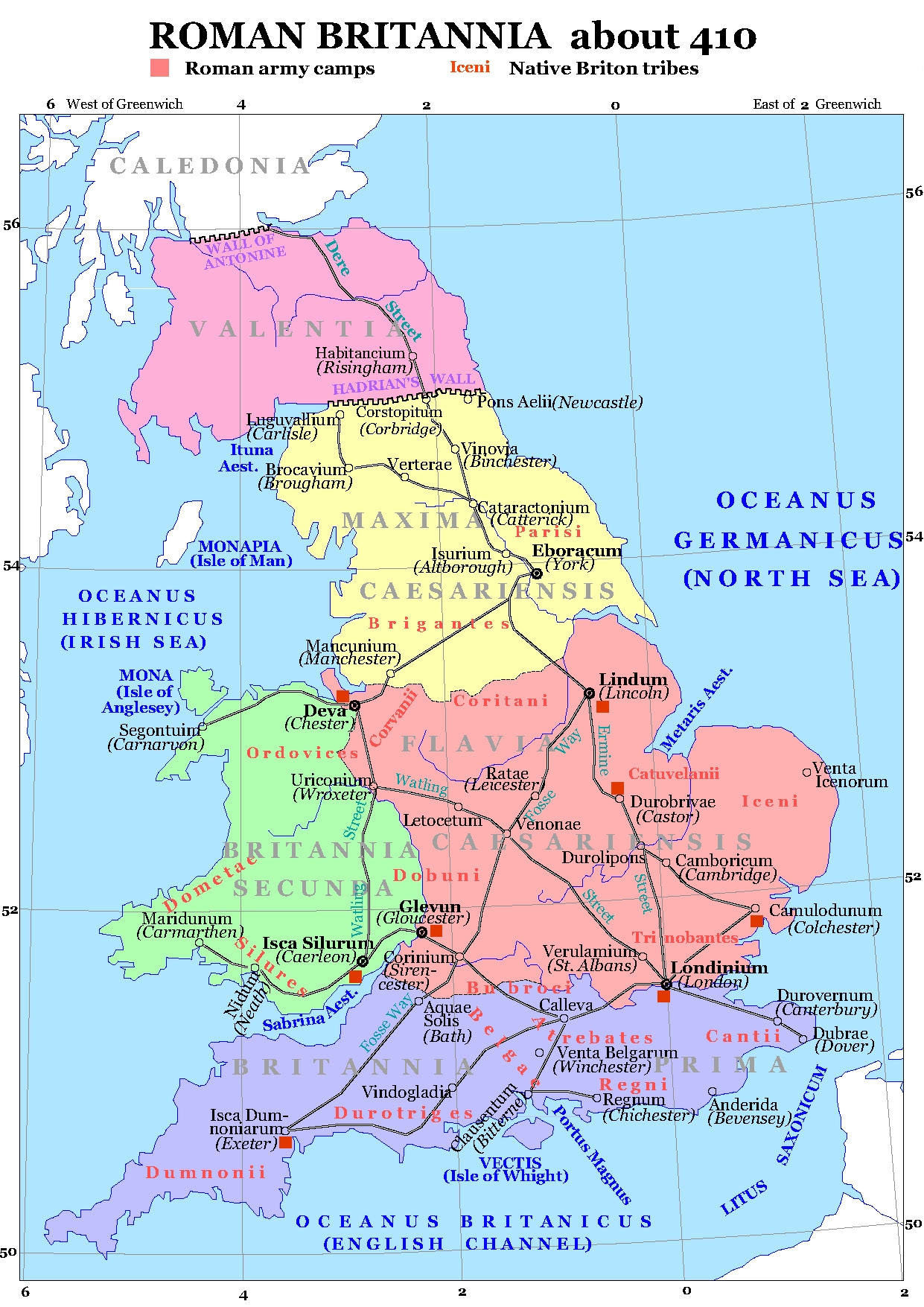
Die Provinzeinteilung Britanniens um das Jahr 410 n. Chr.; die Benennung der Provinzen in der Karte enthält allerdings Verwechslungen.

Britannien war anfangs nur in einer einzigen Provinz organisiert, deren Hauptstadt Camulodunum war. Nach den Vorgängen im Zuge des Aufstandes der Boudicca in dieser Stadt ging diese Funktion auf Londinium über.
Bald nach 197 n. Chr. – nach dem Sieg über Clodius Albinus – erfolgte unter Kaiser Septimius Severus die Zweiteilung der Provinz:
- Britannia superior mit der Hauptstadt Londinium und
- Britannia inferior mit der Hauptstadt Eboracum.

Eine weitere Aufteilung der Provinzen erfolgte im Zuge der Reichsreform unter Diokletian:
- Britannia secunda im Norden mit der Hauptstadt Eboracum, die
- Flavia Caesariensis im Südwesten mit der Hauptstadt Lindum Colonia
- Britannia prima im Westen, mit der Hauptstadt Corinium Dobunnorum, und die
- Maxima Caesariensis im Südosten mit der alten Metropole Londinium.

369, nach der erneuten Befriedung der Insel durch Flavius Theodosius, kam unter Kaiser Valentinian I. schließlich noch eine fünfte Provinz, Valentia, im Norden des Hadrianswalles hinzu; ihre Hauptstadt wurde Luguvalium (Carlisle).
Britannien wurde, wie die meisten Provinzen, unterhalb der Provinzialadministration des Statthalters für gewöhnlich von den civitates aus verwaltet. Daneben gab es noch die Grenzregionen, die direkt vom Militär organisiert und überwacht wurden, und zumindest bis 212 auch die Gebiete, die einer der Veteranenkolonien Britanniens unterstanden.

### Bekannte Civitates
- Dumnonii (Hauptstadt: Isca Dumnoniorum)
- Durotriges (Hauptstadt: Durnovaria); Teilung der Civitas im zweiten Jahrhundert, neue Hauptstadt: Lindinis
- Belgae (Hauptstadt: Venta Belgarum)
- Regni/Regnenses
- Cantiaci (Hauptstadt: Durovernum Cantiacorum)
- Atrebaten (Hauptstadt: Calleva Atrebatum)
- Dobunni (Hauptstadt: Corinium Dobunnorum)
- Silurer (Hauptstadt: Venta Silurum)
- Demetae (Hauptstadt: Carmarthen)
- Catuvellaunen (Hauptstadt: Verulamium)
- Trinovanten (Hauptstadt: Camulodunum)
- Icener (Hauptstadt: Venta Icenorum)
- Cornavii (Hauptstadt: Viroconium)
- Corieltavi (Hauptstadt: Ratae Corieltavorum)
- Parisi (Hauptstadt: Brough?)
- Briganten (Hauptstadt: Eboracum)
- Carvetii (Hauptstadt: Luguvalium Carvetiorum)

Zu den Bürgerkolonien zählten die Städte
- Camulodunum,
- Glevum und
- Lindum Colonia.

Gebiete unter Militärverwaltung waren große Teile des heutigen Wales und der Nordwesten der Provinz (Hadrianswall).

## Zeittafel
- 55 v. Chr. – Cäsars 1. Feldzug nach Britannien
- 54 v. Chr. – Caesars 2. Feldzug nach Britannien
- 43 n. Chr. – Britannienfeldzug des Aulus Plautius: Gut 20.000 Legionäre setzten im Auftrag des römischen Kaisers Claudius gemeinsam mit einer unbekannten Anzahl Hilfstruppen nach Britannien über. Britannien wurde zu einer römischen Provinz. Camulodunum (Colchester) wurde gegründet und Sitz der Verwaltung, musste diesen jedoch einige Jahre später an London (Londinium) abgeben.
- 44 – Aulus Plautius versuchte den Rest der Insel zu unterwerfen. (Er hatte nur ungenaue Vorstellungen von der Größe der Insel.)
- 47 – Publius Ostorius Scapula folgte Aulus Plautius als Statthalter nach.
- 60 – Gnaeus Iulius Agricola erhielt sein erstes Kommando in Britannien.
- 60/61 – Boudicca, die Witwe des keltischen Klientelkönigs der Icener, stellte sich an die Spitze eines Aufstandes mehrerer Stämme gegen die Römer, nachdem diese vertragswidrig versucht hatten, sich das Stammesgebiet der Icener einzuverleiben. Nach einem Sieg der Koalition über die Legio VIIII zerstört und plündert sie Camulodunum, Londinium und Verulamium, laut Tacitus wurden dabei über 70.000 Römer erschlagen. Als sie jedoch die entscheidende Schlacht bei Mancetter verlor, beging sie Selbstmord.
- 62–69 – Fortschritte der Romanisierung Südbritanniens unter den Statthaltern Petronius Turpilianus und Trebellius Maximus.
- zwischen 78 und 84, Statthalterschaft des Agricola; Feldzüge im Norden.
- 122 – Hadrian ordnete bei einem Besuch auf der Insel den Bau des vallum Hadriani an, „...um die Barbaren von den Römern zu trennen“ (Historia Augusta, vita Hadriani 11,2). Unter seinem Nachfolger Antoninus Pius wurde die Grenze um 150 weiter nach Norden verschoben und mit einem Holz-Erde Wall befestigt (Antoninuswall). Dieser wurde aber nach nur wenigen Jahren schrittweise wieder aufgegeben und die Grenze spätestens um 180 wieder (diesmal endgültig) an den Hadrianswall zurückverlegt.
- 193 – der britannische Statthalter Clodius Albinus erhob Anspruch auf den Kaiserthron, wurde aber 197 in der Schlacht von Lugdunum von den Legionen des Septimius Severus geschlagen und auf der Flucht getötet.
- 211 – Kaiser Septimius Severus starb während eines Feldzuges gegen die Nordstämme in Eboracum.
- um 211 – Die römischen Garnisonen am Hadrianswall bestanden nun großteils aus einheimischen Soldaten; die meisten Legionäre waren hingegen im Süden der Insel stationiert.
- ab 250 – sächsische Piraten suchten erstmals Britanniens Küsten heim.
- 260 – Britannien fiel zeitweilig an den Usurpator Postumus. 272 wurde die Autorität Roms über die Insel wiederhergestellt.
- 287 – Der General Carausius revoltierte gegen den Augustus des Westens, Maximian und rief sich mit Hilfe der Classis Britannica und fränkischer Hilfstruppen zum Herrscher über Britannien aus. Dem Caesar Constantius I. gelang es, die Insel 296 oder 297 wieder zurückzuerobern.
- 306 – Constantius Chlorus, seit 305 Augustus des Westens, starb in Eboracum (York); sein Sohn Konstantin wurde von seiner Armee regelwidrig zum Nachfolger ausgerufen und konnte sich in den folgenden Bürgerkriegen als Alleinherrscher im Imperium Romanum durchsetzen.
- 367 – Unruhen auf der Insel wurden von Flavius Theodosius unterdrückt.
- 383 – Usurpation des Magnus Maximus
- 399 – Feldzug des Stilicho nördlich des Hadrianswalles
- 407 – Abzug der meisten Comitatenses unter dem Usurpator Konstantin III.
- 409 – Britannien rebellierte gegen Konstantin III. und sagte sich von ihm los.
- 410 – Der weströmische Kaiser Honorius verweigerte (so zumindest die traditionelle Lesart) militärische Hilfe und teilte den britischen Magistraten in einem Schreiben mit, dass sich die Provinz in Zukunft selbst verteidigen müsse. Während der folgenden Jahrzehnte löste sich die römische Verwaltungsorganisation auf der Insel langsam auf, auch der Münzumlauf kam zum Erliegen. Irische Seeräuber sowie Angriffe der Pikten sorgten für Unruhe.
- um 440 – Der weströmische magister militum Aëtius unterhielt zwar noch Kontakte zu den Magistraten der Städte in Britannien, lehnte aber ebenfalls jegliche militärische Hilfe ab. Um diese Zeit rebellierten Angelsachsen, die die verbliebenen römischen civitates als foederati ins Land gerufen hatten, und brachten in den folgenden zwei Jahrhunderten das Gebiet des heutigen Englands schrittweise unter ihre Herrschaft.
- um 500 (?) – Schlacht von Mons Badonicus: Durch den Sieg römisch-britischer Kräfte unter Führung von Ambrosius Aurelianus wurde das Vordringen der Angelsachsen für einige Jahrzehnte aufgehalten.
- 577 (?) – Schlacht von Deorham: Nach dem Sieg der Angelsachsen wurden die Briten im Wesentlichen auf Wales und Cornwall zurückgedrängt.

## Rezeption in Film, Fernsehen und Hörspiel
- Centurion (2010), Spielfilm von Neil Marshall
- Der Adler der neunten Legion (2011), Spielfilm von Kevin Macdonald
- Britannia  (seit 2018), Serie von Sky und Amazons Prime Video
- Boudicca. Die Keltenkriegerin (2023), Hörspiel-Serie vom WDR[16]